# Bligny-sur-Ouche
Bligny-sur-Ouche je naselje in občina v francoskem departmaju Côte-d'Or regije Burgundije. Leta 2007 je naselje imelo 832 prebivalcev.

## Geografija
Kraj leži v pokrajini Burgundiji ob reki Ouche, 48 km jugozahodno od središča Dijona.

## Uprava
Bligny-sur-Ouche je sedež istoimenskega kantona, v katerega so poleg njegove vključene še občine Antheuil, Aubaine, Auxant, Bessey-en-Chaume, Bessey-la-Cour, La Bussière-sur-Ouche, Chaudenay-la-Ville, Chaudenay-le-Château, Colombier, Crugey, Cussy-la-Colonne, Écutigny, Lusigny-sur-Ouche, Montceau-et-Écharnant, Painblanc, Saussey, Thomirey, Thorey-sur-Ouche, Veilly, Veuvey-sur-Ouche in Vic-des-Prés z 2.606 prebivalci.
Kanton Bligny-sur-Ouche je sestavni del okrožja Beaune.

## Zanimivosti
- cerkev sv. Germana iz Auxerra, prvotno grajska kapela iz 13. stoletja,
- entomološki muzej Musée Paradisea.